# Chemnitz-Siegmar (stacja kolejowa)
Chemnitz-Siegmar – przystanek kolejowy w Chemnitz, w kraju związkowym Saksonia, w Niemczech. Znajdują się tu 2 perony.